# Anne Jane Carlile
Pour les articles homonymes, voir Carlile.
Anne Jane Carlile (8 avril 1775 - 14 mars 1864) est une philanthrope et une pionnière de la tempérance irlandaise,. C'est l'une des premières femmes impliquées dans le mouvement de tempérance en Grande-Bretagne et en Irlande.

## Enfance et famille
Anne Jane Carlile est née Anne Jane Hamill à Rooskey dans le comté de Monaghan le 8 avril 1775. Elle est la plus jeune enfant du fermier et marchand de linge, David Hamill et de Martha Hamill (née Armstrong). Son père et son frère John ont des liens avec la Society of United Irishmen. Sa famille est issue de réfugiés huguenots. Elle épouse le révérend Francis Carlile (vers 1775 - 1811) en 1800. Il est le ministre presbytérien de Bailieborough et Corraneary, dans le comté de Cavan. Le couple a six filles et un fils. Carlile ouvre avec succès un magasin de draperies dans sa maison de Bailieborough pour compléter le revenu de la famille. À la mort de son mari en 1811, elle ferme l'entreprise et déménage avec sa famille à Derry. Elle y vit pendant les 15 années suivantes, tirant un revenu de la location de propriétés appartenant à son mari, ce qui lui permet d'être financièrement indépendante pour le reste de sa vie. Deux de ses filles meurent entre juin 1812 et février 1814. La famille déménage à Dublin en 1826 et son fils meurt en escaladant la cascade de Powerscourt.
Anne Jane Carlile meurt à Dublin le 14 mars 1864 et est enterrée au cimetière de Mount Jerome.

## Travail philanthropique
Ayant déménagé à Dublin, Carlile s'implique dans des œuvres philanthropiques. Elle visite les prisons de Dublin en tant que membre du Female Gaol Committee, et en 1827, elle accompagne Elizabeth Fry dans sa mission d'enquête à Dublin. Avec Fry, elle fait campagne contre le transport des prisonniers. Ce sont ces visites en prison qui ont convaincu Carlile que l'alcool est la cause de nombreux problèmes sociaux, ce qui l'amène à s'impliquer dans la cause de la tempérance. Elle ouvre une société de tempérance à Poolbeg Street en 1930, accueillant principalement des anciens détenus et des marins. Elle déménage ensuite pour vivre près de sa sœur à Cootehill, dans le comté de Cavan, où elle fonde une société de tempérance en 1834. Elle est principalement préoccupée par les femmes et les enfants dans son travail de tempérance. Au début, elle trouve la prise de parole en public très stressante, mais en s'adressant aux groupes scolaires du dimanche et aux associations de femmes, elle devient de plus en plus confiante. À partir de 1840, elle correspond avec le père Mathew, militant de la tempérance catholique, qui l'encourage à travailler dans la tempérance. C'est en 1840 qu'elle fait sa première visite en Écosse, où elle parle à un rassemblement à Glasgow sur la tempérance et à des prisonniers à Édimbourg. Après avoir rencontré des femmes détenues à la prison de Newgrange, à Dublin, elle signe un engagement à être abstème,.
Carlile visite régulièrement la Grande-Bretagne pour promouvoir et établir des sociétés de tempérance. En 1847, elle fonde l'association de tempérance pour enfants The Band of Hope à Leeds avec le pasteur baptiste, le révérend Jabez Tunnicliff. Elle visite fréquemment Belfast, fonde la Victoria Temperance Society en 1841, et elle est influente dans la fermeture de l'une des maisons publiques les plus connues de la ville en 1854. Elle participe à la réhabilitation de prostituées à Belfast, Ballymena et Dublin et est cofondatrice des premiers asiles de Dublin pour les prostituées. Elle a écrit un certain nombre de tracts, tels que John Miller, the reformed sailor et The reformed family of Ballymena qui ont été utilisés par d'autres activistes de la tempérance. Little Mary, ou, A daughter's love est le récit d'un enfant d'une mère alcoolique qui vit avec Carlile et ses filles. Après la mort de son fils, elle consacre une part de sa succession au maintien d'un enseignant missionnaire en Inde pendant 30 ans.
En février 2019, une plaque en son honneur est dévoilée à l'église Trinity Presbyterian à Bailieborough.